# Ellen Osiier
Ellen Ottilia Osiier, född 13 augusti 1890 i Hjørring, död 6 september 1962 i Köpenhamn, var en dansk fäktare.
Osiier blev olympisk guldmedaljör i florett vid sommarspelen 1924 i Paris.